# 金剛：骷髏島
《金剛：骷髏島》（英語：Kong：Skull Island）是一部於2017年上映的美國怪獸片，由喬丹·沃格特-羅伯茲執導，丹·吉洛伊、麥斯·博倫斯坦、約翰·蓋汀斯與德瑞克·康納利編劇。該片為「金剛系列電影」的重啟，同時也是傳奇影業的怪獸宇宙的第二部作品。該片由湯姆·希德斯頓、山繆·傑克森、約翰·古德曼、布丽·拉尔森、景甜與約翰·歐提茲等人主演，劇情設定在1973年，一支探險隊前往未知島嶼「骷髏島」，發現了島上的巨獸「金剛」。
拍攝該片的計劃於2014年聖地牙哥國際漫畫展上首度公開，選角作業於2014年9月至2015年11月間進行。《金剛：骷髏島》的主體拍攝於2015年10月19日開始，2016年3月18日結束，主要拍攝地點包含夏威夷州、越南及澳大利亞的威秀製片廠。片中的部分元素與設計參考自一些影視作品，如《現代啟示錄》、《前進高棉》、日本動畫片《神隱少女》和韓國片《駭人怪物》等等。該片的配樂由亨利·傑克曼創作。
《金剛：骷髏島》於2017年2月28日在英國倫敦的萊斯特廣場奧迪安電影院首映，並於同年3月10日開始在美國院線上映。該片所獲評價褒貶不一，但整體而言偏向正面；各個影評人對於片中劇情、演員演技等各持己見，不過多數影評人對於特效部分都予以讚賞，該片後來還入圍第90屆奧斯卡金像獎的最佳视觉效果獎。《金剛：骷髏島》的全球總票房約為5.66億美元。續集《哥吉拉大戰金剛》同時也是怪獸宇宙的第四部作品，原定於2020年上映，後來受到嚴重特殊傳染性肺炎疫情影響而延至2021年在美國上映。

## 劇情
1944年，二戰期間，一名美軍飛行員漢克·馬洛與一名日軍飛行員碇軍平經過一場空戰後，共同跳機傘降至南太平洋上的一座島嶼。軍平追逐漢克至懸崖邊時試圖殺他，但一隻被稱為「金剛」的巨型猩猩突然現身，使兩人嚇得目瞪口呆。隨著二戰結束，一轉眼到1973年，美國發射人造衛星後，意外在南太平洋區域發現該島嶼，將這座秘境稱作「骷髏島」。調查遠古巨型生物的「君主計劃」（Project Monarch）高層比爾·朗達獲得政府授權去探索這座從未有人涉足的島嶼後，來到越南峴港雇用前英國特種空勤團上尉詹姆斯·康瑞作為追蹤者、以及由美軍中校普雷斯頓·帕卡德領導的軍隊作為護航，其隊伍剛準備從越南戰爭中撤軍回國。遠征隊中包括和平主義的女戰地記者梅森·威佛，她認為這次遠征是某種機密軍事行動而自願前來調查。
遠征隊從泰國曼谷發船離開，經過幾天的渡海抵達骷髏島海域，但也發現島的周圍圍繞著巨大風暴。在帕卡德的直升機中隊「天魔隊」（Sky Devils）護航下，眾人穿越風暴到達骷髏島，並在島上分組行動。一組負責環繞觀察附近的環境；而另一組投下炸彈以便科學家觀察地殼變動，從而得知地底是“空心”。然而，接連的炸彈爆炸驚動島上的金剛，使牠為了守護領地而開始對軍隊發起攻擊，在武器對抗金剛都無效之下，所有直升機都被金剛如同打蒼蠅一般擊落。帕卡德目睹大多數部下都死於金剛手中後，與墜毀在附近的倖存部下會合，發誓會消滅金剛為手下報仇。
康瑞帶領威佛、朗達的兩位同事布洛斯和孫琳等倖存者來到森林深處的遺跡時，遇上本地土著伊維族以及年長的漢克·馬洛。馬洛將他們帶至土著位於河岸邊的村莊，講解金剛被封為骷髏島的神與守護者，而牠的使命是保護島嶼免受其他大型肉食動物肆虐，尤其是長年躲在島嶼地底空心中的怪獸群體「骷髏爬獸」（Skullcrawlers）。康瑞一行人為了趕往三日後將到來的撤離直升機，開始對馬洛拿戰機殘骸拼湊的船趕工。當船完工後，馬洛來到死去軍平的墓前致別，隨後也向土著道別踏上離開旅程。渡河途中，衛星專家維克多·尼夫斯被一群飛行獸叼至空中撕碎，其他人還是成功在林中和帕卡德一方會合，但帕卡德堅持要去救困於另一邊的士兵傑克·查普曼。與此同時，獨自身在林中的查普曼於行進途中，被一隻潛伏的骷髏爬獸吃掉。
眾人走到堆積大堆骸骨的天然氣地帶，屍骨包括金剛死去的父母，一隻骷髏爬獸剛好襲擊領地，途中吐出查普曼的頭骨後吃掉朗達並殺死幾名士兵，威佛通過打火機點燃天然氣才將牠炸死。得知查普曼身亡的帕卡德開始喪失理智，執意要帶他的剩餘隊伍去殺死金剛；兩隊就此分道揚鑣。帕卡德等人尋獲查普曼留下的日記和軍牌，並從他的直升機中獲取大量炸藥，開始設置殺死金剛的陷阱。康瑞和威佛來到懸崖邊偵查時剛好遇到金剛，發現牠對人類其實沒有敵意。帕卡德於遠處點燃戰火對牠宣戰，等待金剛跑進湖中時點燃汽油將金剛燒傷，準備按下炸藥引爆器將牠一舉消滅。康瑞和威佛受同情驅使而回來制止他們，剩餘士兵被他們說服後都決定違抗帕卡德，但體形最大的骷髏爬獸被爆炸聲吸引而從湖中爬出，一意孤行的帕卡德被清醒的金剛一拳砸死。
所有人直接往船的方向跑，但骷髏爬獸很快追上康瑞一行人，士兵科爾獨自引爆手榴彈打算與牠同歸於盡也無效。金剛趕到和骷髏爬獸交戰時意外被困在船骸中，布洛斯和孫琳開船回來和其他人一同作戰，而威佛站在山頂發射信號彈干擾骷髏爬獸。金剛脫身後將骷髏爬獸的舌頭連帶內囊拔出而徹底殺死牠，威佛剛好也墜入湖中昏迷，最後被金剛一手撈上岸後被康瑞救醒。戰後，所有人開船離開骷髏島領地，在金剛的注視之下，集體坐上迎面而來的救援直升機隊伍而獲救。
馬洛時隔28年終於返鄉，回家和妻子與如今成年的兒子團聚，最後便吃著熱狗看著芝加哥小熊的棒球賽。然而，康瑞和威佛獲救後反而遭到扣留，而布洛斯和孫琳走進來對他們倆介紹他所工作的君主計劃組織，表明骷髏島只是冰山一角、而地球上的怪獸也不止金剛。他們倆隨後為康瑞和威佛展示多張位於古老洞穴裏所考察到的壁畫，當中揭示多隻上古時代的龐然大物：哥吉拉、拉頓、摩斯拉以及王者基多拉；而其中一幅壁畫呈現眾怪獸鬥爭之景象。

## 角色

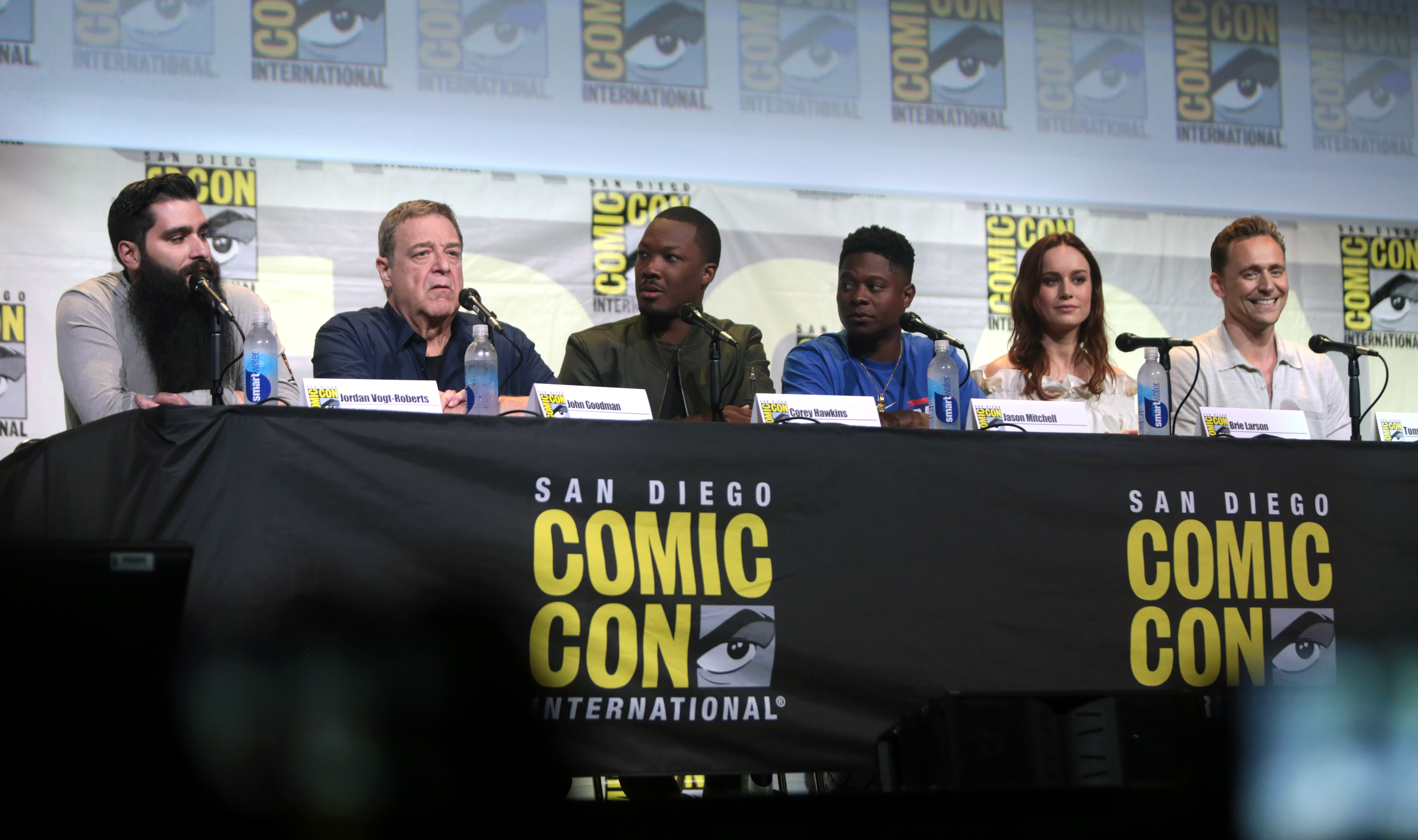
導演喬丹·沃格特-羅伯茲、主演約翰·古德曼、柯瑞·霍金斯、傑森·米歇爾 (演員)、布麗·拉森與湯姆·希德斯頓在2016年聖地牙哥國際漫畫展上為該片宣傳。

- 湯姆·希德斯頓 飾演 詹姆士·康瑞（Capt. James Conrad）：前英國特種空勤團上尉，曾參與越戰，退伍後隱居在作為軍事管制區的西貢當雇傭兵，以追蹤者的身分加入遠征隊。

2014年3月，希德斯頓正在拍《腥紅山莊》（2015年）時，製片人湯瑪士·塔爾找上了他，表示他們正在拍金剛電影，希望希德斯頓在拍完《腥紅山莊》後去找他。後來，希德斯頓去見了塔爾，塔爾便給了他這個角色。希德斯頓從小就很喜歡金剛。他也參與了設計該角色的工作，並描述康瑞為一位「在衝突中不站任何一邊，但能看透衝突」的人。為了飾演該角，希德斯頓接受了兩位前英國皇家海軍陸戰隊成員和一位前美國海豹部隊成員的體能訓練。
- 山繆·傑克森 飾演 普雷斯頓·帕卡德（Lt. Col. Preston Packard）：美國陸軍中校，私心較重的戰爭英雄，受雇來擔任島嶼遠征行動的軍事指揮官。

傑克森曾與希德斯頓合演過《復仇者聯盟》（2012年），同時也是金剛的粉絲。他將小說《白鯨記》（1851年）裡的亞哈船長拿來與帕卡德做比較：「他必須為他所失去的復仇，這就是我們的天性——以眼還眼！」為了飾演該角，傑克森找了軍事顧問做準備，好了解一些軍中的事情。
- 約翰·古德曼 飾演 威廉·「比爾」·朗達（William "Bill" Randa）：君主計劃的高層，遠征隊中的政府代表兼遠征行動的策劃人。

對於該角色，古德曼表示，「我認為他是個討人厭的傢伙，我越演越不喜歡他。這樣怎麼了嗎？並沒有。這個角色很好詮釋。」
- 布麗·拉森 飾演 梅森·威佛（Mason Weaver）：從事反戰運動的戰地調查報導記者，自願加入遠征隊擔任攝影師，曾為研究觀察團搜集過兩年資料。

對於該角色，拉森表示，「威佛具有對大自然的興趣與尊重，藉此她可以與金剛有更親密的接觸」。威佛是探險隊中唯一沒拿槍的人，拉森說「這一點就表現出她的立場，她並不想與大自然為敵，秉持著開放的心態」。傳奇影業為拉森找了個教練進行健身訓練。
- 柯瑞·霍金斯 飾演 休斯頓·布洛斯（Dr. Houston Brooks）：遠征隊中的地質學家，有耶魯大學的學位，朗達的助手，隸屬君主計畫。

- 托比·凱貝爾 飾演 傑克·查普曼（Maj. Jack Chapman）：曾參與越戰的美國陸軍少校，帕卡德的副手，擔任CH-53直升機駕駛員。

- 約翰·歐提茲（英语：John Ortiz） 飾演 維克多·尼夫斯（Victor Nieves）：遠征隊中的陸地衛星高級專員。

- 景甜 飾演 孫琳：華裔生物學家，朗達的助手之一，同樣隸屬君主計劃。

- 傑森·米歇爾（英语：Jason Mitchell (actor)） 飾演 葛倫·米爾斯（WO Glenn Mills）：年輕的尉，直升機飛行員。

- 謝伊·惠格姆 飾演 厄爾·柯爾（Capt. Earl Cole）：曾參與越戰的美軍上尉，經驗豐富的隊長，手持一把AK-47。

- 湯瑪斯·曼恩 飾演 瑞格·希夫科（WO Reg Slivko）：年輕的准尉，熱愛流行音樂，同時也擅長電機修復方面。

- 約翰·C·萊利 飾演 漢克·馬洛（Lt. Hank Marlow）：二戰時的美國陸軍航空軍中尉，座機在空戰中被擊毀，最後迫降在骷髏島上生活整整28年。

泰瑞·諾塔利以動作捕捉方式扮演金剛，骷髏島之神，擁有著猩猩般的外表與巨大體型。諾塔利共花了三天拍片。飾演查普曼的托比·凱貝爾也負責詮釋金剛部分的面部表情。尤金·科德羅飾演萊斯准尉（WO Reles），帕卡德的直升機門砲手。馬克·伊凡·傑克森飾演史蒂夫·伍德沃德（Steve Woodward），一位陸地衛星專員。其他配角包括理查德·詹金斯扮演艾爾·威利斯（Sen. Al Willis），一位時不時資助君主計劃的美國參議員。日裔演員Miyavi飾演碇軍平（Gunpei Ikari），一位和漢克·馬洛一同墜毀在骷髏島上的日軍飛行員。沃格特-羅伯茲表示，碇軍平的姓取材自日本動漫《新世纪福音战士》的主角碇真嗣，而名則來自日本遊戲產業人物橫井軍平。威爾·布里坦在片尾飾演馬洛的兒子，同時在開頭片段飾演年輕時的馬洛。勞勃·泰勒飾演雅典娜號的艦長，而後來參演《哥吉拉 II 怪獸之王》的托馬斯·米德蒂奇聲演傑瑞（Jerry），用電話聯繫威佛並將她安排上雅典娜號。而歐仁·科爾德羅則客串飾演一名小角色。

## 製作

### 籌拍
2014年聖地牙哥國際漫畫展上，傳奇影業宣布他們正在籌畫一部金剛電影，環球影業將擔任該片的發行商。2015年9月，傳奇影業宣布將改和華納兄弟合作，好在未來拍攝一部由哥吉拉（版權為華納兄弟所有）和金剛當主角的電影。對於導演人選，傳奇影業中意喬·柯尼許，而2005年金剛電影的導演彼得·傑克森則推薦吉勒摩·戴托羅。戴托羅曾為傳奇影業拍過《環太平洋》（2013年）和《腥紅山莊》。2014年9月，據報導，喬丹·沃格特-羅伯茲將執導該片。與此同時，湯姆·希德斯頓簽約飾演片中的主角。2014年年12月至2015年1月，據報導，J·K·西蒙斯與麥可·基頓也將出演電影，但兩人後於7月退出，理由是與其他片約衝突。
2015年7月，布麗·拉森獲選飾演女主角。8月初，據報導，柯瑞·霍金斯將在片中飾演一名配角，山謬·傑克森與約翰·C·萊利有意接手飾演因西蒙斯和基頓退出而空出的角色。8月底，托比·凱貝爾、傑克森、萊利與傑森·米歇爾確認將出演該片。9月底，約翰·古德曼獲選飾演政府官員兼遠征計劃的策劃人朗達，而湯瑪斯·曼恩也簽約加入演員行列。10月，據報導，約翰·歐提茲、謝伊·惠格姆與歐仁·科爾德羅將出演該片。威爾·布里坦於11月初簽約加入演員行列。

### 編劇
為了確保《金剛：骷髏島》與《哥吉拉》（2014年）的一致性，片方聘請《哥吉拉》的編劇麥斯·博倫斯坦撰寫劇本草稿。約翰·蓋汀斯負責寫第二稿。博倫斯坦不想重複《金剛》電影一貫的「美女與野獸」情節，他腦中第一個閃過的參考對象是電影《現代啟示錄》（1979年）：
「這個點子突然冒了出來。雖然《金剛：骷髏島》明顯是部戰爭片，但我很喜歡（《現代啟示錄》中）人們去攻打他們錯認為的敵人、最後發現曲折真相的點子」。
在沃格特-羅伯茲簽約執導前，博倫斯坦考慮過將開場設定在越戰，接著再讓背景跳轉到現代，不過這個點子最後遭到拒絕。之後，博倫斯坦又打算將背景排在第一次世界大戰時的1917年，在這個版本中，希德斯頓飾演的角色率領著一支救援隊，到骷髏島找尋為追尋據說能治癒一切的「泰坦巨獸血清」而失蹤的兄弟。這個版本也未通過。經過改寫後，該片的背景一度設定在現代。
沃格特-羅伯茲加入劇組後，他約見了博倫斯坦，並表達對《現代啟示錄》概念的喜愛。沃格特-羅伯茲將這個點子連同設定在越戰的背景給傳奇影業審閱，獲得准許。在這段期間內，丹·吉洛伊也參與了劇本的編寫。2015年8月中旬，德瑞克·康納利正在重寫劇本。在開拍前，博倫斯坦又經手了劇本。他表示，「就呈現在大螢幕的內容來看，這無疑是結合大家心血之作——雖然我們並不是真正的合作夥伴，只是各自貢獻出不同的部分」。吉洛伊透露，許多背景故事和角色表現都是出自他的手筆，特別是有關詹姆士·康瑞和梅森·威佛的情節。2016年4月，藝術家喬·狄維托（Joe DeVito）控告該片編劇未經同意就使用他的作品「骷髏島宇宙」中的元素。
沃格特-羅伯茲表示，他想拍一部「向之前的金剛電影致敬並開創新局」的電影。除了《現代啟示錄》外，他也將一些經典電影的元素引用至《金剛：骷髏島》，如《對話》（1974年）及《前進高棉》（1986年）。此外，韓國電影《駭人怪物》（2006年）也是該片的參考對象。

### 拍攝
《金剛：骷髏島》的主體拍攝於2015年10月19日開始，由方賴瑞掌鏡。首先，劇組在夏威夷州的歐胡島拍攝了42天，並動用了美國陸軍休伊直升機。劇組亦在夏威夷的檀香山唐人街與歐胡島上的古蘭尼牧場和懷卡內谷（Waikane Valley）取景。為了拍攝帕卡德中校與金剛正面對決的橋段，劇組在古蘭尼牧場挖了個人工湖。
接著，劇組前往越南北部拍片，取景地點包含長安名勝群、清化省、寧平省的三谷碧洞和廣寧省的下龍灣和峰牙－己榜國家公園等地。該片是少數在越南拍片的電影之一。2016年1月中旬，劇組前往澳大利亞昆士蘭省黃金海岸奧克森福德的威秀製片廠拍攝。劇組為了拍攝該片而搭了綠幕。劇組也在澳大利亞昆士蘭省的佩珀巴克森林（Paperbark Forest）取景。2016年3月18日，《金剛：骷髏島》殺青。

### 設計與後期製作

片中的金剛

對於設計金剛，沃格特-羅伯茲希望金剛的外型簡單有力，三年級的小學生也畫得出來。他也希望讓金剛有一種「孤獨的神、徘徊在骷髏島的寂寞身影」的感覺。他採用1933年原版金剛電影的設計，讓金剛直立行走，並表示，「我們設計的金剛可說是1933年版本的翻版。金剛是一隻電影怪物，所以我們也很努力地模仿了原版的一些元素，比如一些誇張的特徵，和一些帶有卡通風格且具代表性的外觀特色，（……）在此同時，我們也將現代元素融入其中」。金剛的身高從原版電影中的7.5公尺增加至30公尺，是影史身形最大的金剛。
其他怪獸的設計方面，導演沃格特-羅伯茲參考了日本動畫片《魔法公主》（1997年），他表示「《魔法公主》是我們參考的一大對象，因為那部片中的動物神祇有自己的領域，又能在其中安居。於是，設計出給人逼真感覺、卻能融入瘋狂生態系的生物，同時又要呈現出美感和恐怖感，實在是一件大事」。片中的骷髏爬獸參考自1933年原版金剛電影中的雙臂蜥蜴、日本動畫《新世紀福音戰士》中的使徒薩基爾和迦基爾、日本動畫片《神隱少女》（2001年）中的無臉男及精靈寶可夢系列中的卡拉卡拉。後期製作中，光影魔幻工業、Rodeo FX、Hybride和Shade VFX負責製作片中的特效。光影魔幻工業負責金剛的大多數特效，而Rodeo FX則打造了金剛大戰骷髏爬獸的橋段。

## 音樂
該片的配樂由亨利·傑克曼創作。為了符合該片的背景（1970年代），傑克曼採用時下流行的迷幻吉他樂當配樂。導演喬丹·沃格特-羅伯茲表示，「我想拿1970年代的流行歌來當配樂」，認為這樣能帶來樂趣。因此，除了傑克曼的原創配樂外，片中還出現了The Chambers Brothers的〈時機今日到〉、傑佛森飛船的〈小白兔〉、赫里斯合唱團的〈高挑酷女子穿著黑色的連衣裙〉、丑角合唱團的〈Down on the Street〉、大衛·鮑伊的〈Ziggy Stardust〉、清水樂團的《壞月亮昇起》和〈奔越叢林〉，以及黑色安息日的〈偏執狂〉等多首歌曲。《金剛：骷髏島》的原聲帶於2017年3月3日由水塔音樂發行。
| 曲目列表 | 曲目列表                   | 曲目列表 |
| 曲序     | 曲目                       | 时长     |
| -------- | -------------------------- | -------- |
| 1.       | South Pacific              | 0:35     |
| 2.       | The Beach                  | 1:27     |
| 3.       | Project Monarch            | 2:02     |
| 4.       | Packard's Blues            | 1:14     |
| 5.       | Assembling the Team        | 1:48     |
| 6.       | Into the Storm             | 2:44     |
| 7.       | The Island                 | 1:16     |
| 8.       | Kong the Destroyer         | 3:43     |
| 9.       | Monsters Exist             | 2:27     |
| 10.      | Spider Attack              | 1:39     |
| 11.      | Dominant Species           | 2:00     |
| 12.      | The Temple                 | 5:47     |
| 13.      | Grey Fox                   | 2:33     |
| 14.      | Kong the Protector         | 1:49     |
| 15.      | Marlow's Farewell          | 2:37     |
| 16.      | Lost                       | 1:27     |
| 17.      | The Boneyard               | 1:52     |
| 18.      | Ambushed                   | 2:21     |
| 19.      | The Heart of Kong          | 2:11     |
| 20.      | Man vs. Beast              | 2:31     |
| 21.      | Creature from the Deep     | 2:44     |
| 22.      | The Battle of Skull Island | 5:46     |
| 23.      | King Kong                  | 2:42     |
| 24.      | Monster Mash               | 1:27     |
| 总时长： | 总时长：                   | 56:42    |

## 上映
2017年2月28日，《金剛：骷髏島》在英國倫敦的萊斯特廣場奧迪安電影院首映，導演喬丹·沃格特-羅伯茲、主演湯姆·希德斯頓、山繆·傑克森、布丽·拉尔森與約翰·C·萊利等人皆有出席。該片原定於2016年11月4日在美國院線上映，但後來延至2017年3月10日，迎合首部金剛電影上映84週年。美國電影協會（MPAA）以片中有「一些暴力場面及短暫的髒話」為由將電影評為PG-13級，意味著片中含有部分家長可能認為不適合13歲以下觀眾觀看的內容，建議家長需特別注意。

### 宣傳與市場營銷
《金剛：骷髏島》在於2016年7月舉辦的2016年聖地牙哥國際漫畫展上有個專題小組。首支預告和首張海報於聖地牙哥國際漫畫展上發布。紐約動漫展上，片方釋出一張暗藏玄機的海報。第二支預告片與最新兩張海報於2017年1月發布。第三支也是最後一支預告片於同年2月底推出。受到韓國導演朴贊郁執導的電影《下女的誘惑》（2016年）的預告片的影響，導演喬丹·沃格特-羅伯茲想要讓最終預告片更有節奏感，因此採用動物樂團的歌〈我們要離開這個地方〉當做其配樂。2月27日，華納兄弟發布了一支虛擬實境（VR）短片《目的地：骷髏島》（Destination: Skull Island）。宣傳方面，片方與VISA、Tile、Xperia Lounge、Skullcandy、Picnik、Johnny Rockets、Expedia公司和Google等公司或網站合作宣傳該片，其中Google在Google地圖中加入了骷髏島。

## 迴響

### 評價

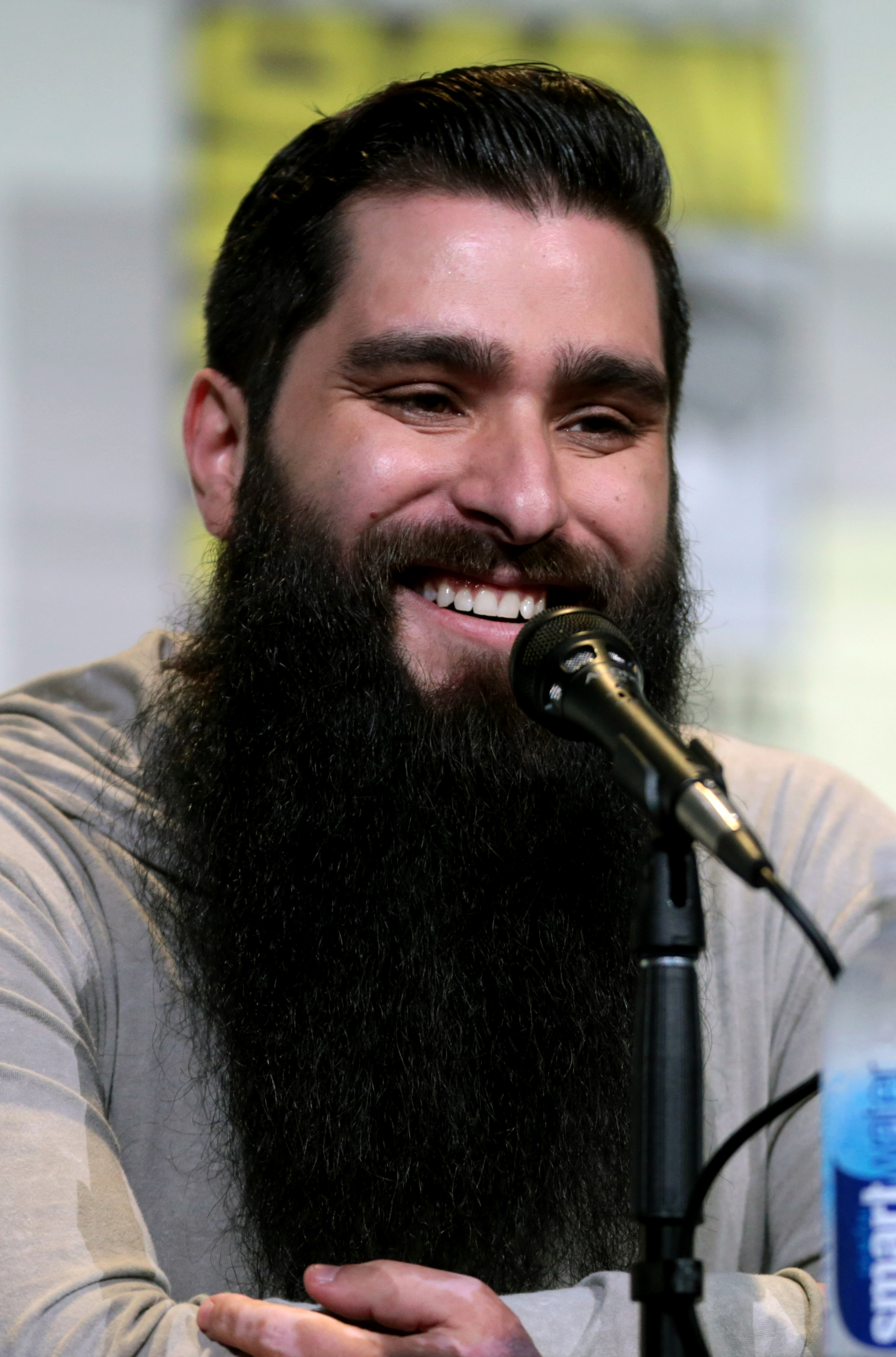
導演喬丹·沃格特-羅伯茲的功力廣受影評人好評。

《金剛：骷髏島》獲得影評人褒貶不一的評價，不過整題而言偏向正面。該片的劇情和演員演技所獲評價兩極，但普遍影評人都認為片中特效出色。爛蕃茄上收集的364篇專業影評文章中，有273篇給予該片「新鮮」的正面評價，「新鮮度」為75%，平均得分6.54分（滿分10分），該網站對電影的共識性評價寫道「《金剛：骷髏島》特效亮眼、演員出色且節奏明快，在怪獸片中立下一定的地位，儘管該片還是略遜經典原作一籌」，而基於另一影評匯總網站Metacritic上的49篇評論文章，其中28篇予以好評，2篇差評，19篇褒貶不一，平均分為62（滿分100），綜合結果為「普遍良好的評價」。據CinemaScore進行的調查，觀眾的平均評價於A+至F間落於「B+」。
《芝加哥論壇報》的麥可·菲利浦斯給予《金剛：骷髏島》3.5顆星（滿分4顆）的好評，並稱讚導演喬丹·沃格特-羅伯茲帶給該片靈巧輕快的感覺。《好萊塢報導》的影評人陶德·麥卡錫稱讚片中「所有元素的比例都恰到好處，這在這類電影中相當少見」。《滾石》雜誌的彼得·崔維斯給出了3顆星（滿分4顆）的分數，並稱讚了該片的特效和配樂。不過崔維斯批評片中的對白拙劣，且演員的演技不怎麼樣。《綜藝》雜誌的歐文·格雷伯曼認為《金剛：骷髏島》比前一陣子上映的怪獸片《侏儸紀世界》（2015年）好上10倍，並稱讚該片振奮人心。格雷伯曼也對片中精心製作的壯觀原始怪獸讚譽有加。
反之，《衛報》的彼得·布萊德肖給予該片1顆星（滿分5顆）的差評，批評其故事混亂枯燥，令人生厭。《芝加哥讀者報》的J·R·瓊斯（J. R. Jones）批評《金剛：骷髏島》的劇情背景。IndieWire的艾瑞克·柯恩（Eric Kohn）僅給出了「C-」的低分，認為除了山謬·傑克森以外的演員表現普通，其中布麗·拉森與湯姆·希德斯頓略有擦出火花，但劇本沒有給兩人表現空間。柯恩還批評金剛過於搶戲，金剛的世界缺乏吸引力，稱該片是一部「B級大片」，僅給予片中特效好評。

### 票房
截至下檔日，《金剛：骷髏島》在美國及加拿大地區共累積了約1.68億美元的票房，加上來自其他地區的3.986億美元，全球票房共計5.666億美元。該片的製片預算為1.85億美元，而其宣傳預算則是1.36億美元，經統計至少要進帳4.5億至5億美元的票房才能回本。

#### 北美地區
該片與幾部小規模上映的電影《肉獄》、《私人採購》、《星光雲寂》、《回憶的餘燼》和《柏德里納的新娘》同期上映，而當時還在院線的電影包含《羅根》和《逃出絕命鎮》等，其中《羅根》是該片最大的競爭對手。外界預測，該片的首映週末票房將落在4,000萬至5,000萬美元之間。該片於首映當天（2017年3月10日，星期五）透過3,846家電影院進帳2,020萬美元，其中有370萬美元來自星期四的晚場。最後，《金剛：骷髏島》的首映週末票房為6,100萬美元，排名當週第一，成績遠高於預期。其中IMAX版本共在382家電影院播映，賺進了760萬美元，佔首映週末票房的12.5%。首映週末的所有觀眾中，有56%左右是男性，約70%小於35歲。
隔週末，該片進帳2,780萬美元，較上週末下跌了54.4%，敗給新片《美女與野獸》排名第二。第三個週末，該片的票房約為1,440萬美元，排名第三。第四個週末，該片又收穫880萬美元，排名第五。到了第七個週末，該片已不在前十名內。2017年6月15日，該片在北美下檔。
| 上一届： 《羅根》 | 2017年美國週末票房冠軍 第10週 | 下一届： 《美女與野獸》 |

#### 其他地區
《金剛：骷髏島》還在65個國家（不含較晚上映的地區）的20,900個大螢幕與北美同步上映，其中有672個大螢幕能放映IMAX版本。該片面臨另一部電影《羅根》的競爭，外界預測，該片在北美以外市場的首週末票房約為8,160萬美元至1.55億美元之間。最終，該片在其他地區的首映週末票房約為8,510萬美元，其中IMAX版本的收入佔480萬美元。
臺灣方面，該片與北美同步上映，上映首日票房為新臺幣1,810萬元，首週四天票房為新臺幣1.11億元，排名當週冠軍，最終全臺票房為新臺幣2.56億元。
該片於3月底在中國大陸的18,000個大螢幕上映，首映週末票房超過5億人民幣（約7,200萬美元），且第二週適逢清明節假期，最終蟬聯三週票房冠軍，總票房超過11億人民幣（約1.6億美元）。
此外，該片在愛爾蘭（約760萬美元）、南韓（約740萬美元）、俄羅斯（約620萬美元）、墨西哥（約570萬美元）、法國（約410萬美元）、澳大利亞（約360萬美元）、巴西（約340萬美元）、德國（約340萬美元）、馬來西亞（約265萬美元）、印度（約240萬美元）、西班牙（約160萬美元）和義大利（約160萬美元）等地也有不錯的首映票房。
截止至下檔日，該片在北美外前五大的市場依序為中國大陸（約1.6億美元）、英國（約1,950萬美元）、日本（約1,700萬美元）、墨西哥（約1,420萬美元）和南韓（約1,210萬美元）。
| 上一届： 《羅根》       | 2017年臺北週末票房冠軍 第10週           | 下一届： 《美女與野獸》  |
| 上一届： 《美女與野獸》 | 2017年中国内地一周票房冠軍 第13週至15週 | 下一届： 《速度与激情8》 |

### 榮譽
| 類別           | 頒獎日期      | 獎項                               | 獲獎或入圍者                                                                            | 結果 | 來源                    |
| -------------- | ------------- | ---------------------------------- | --------------------------------------------------------------------------------------- | ---- | ----------------------- |
| 青少年票選獎   | 2017年8月13日 | 電影選擇獎：科幻片                 | 《金剛：骷髏島》                                                                        | 提名 | [ 109 ] [ 110 ]         |
| 青少年票選獎   | 2017年8月13日 | 電影選擇獎：科幻片男演員           | 湯姆·希德斯頓                                                                           | 提名 | [ 109 ] [ 110 ]         |
| 青少年票選獎   | 2017年8月13日 | 電影選擇獎：科幻片女演員           | 布麗·拉森                                                                               | 提名 | [ 109 ] [ 110 ]         |
| 安妮獎         | 2018年2月3日  | 最佳動畫角色（真人電影）           | 珍斯·魯賓切克（Jance Rubinchik）、阿德里安·梅靈頓（Adrian Millington）、阿爾貝托·馬丁內茲·阿爾塞（Alberto Martinez Arce）與凱爾·溫克爾曼（Kyle Winkelman） | 提名 | [ 111 ]                 |
| 視覺效果協會獎 | 2018年2月13日 | 最佳視覺效果（如照片般逼真的電影） | 傑夫·懷特、湯姆·匹茲曼（Tom Peitzman）、史蒂芬·羅森巴姆、史考特·班薩與麥可·梅納爾德斯（Michael Meinardus）           | 提名 | [ 112 ]                 |
| 視覺效果協會獎 | 2018年2月13日 | 最佳動畫角色（如照片般逼真的電影） | 金剛——賈庫布·皮斯塔基（Jakub Pistecky）、克里斯·哈佛柏格（Chris Havreberg）、卡琳·庫珀（Karin Cooper）與克里斯·卡斯塔（Kris Costa）        | 提名 | [ 112 ]                 |
| 視覺效果協會獎 | 2018年2月13日 | 最佳擬真特效（如照片般逼真的電影） | 佛羅倫特·安道爾（Florent Andorra）、亞歷克西斯·霍爾（Alexis Hall）、勞爾·艾西格（Raul Essig）與布林哥·葛林傑克（Branko Grujcic）          | 提名 | [ 112 ]                 |
| 視覺效果協會獎 | 2018年2月13日 | 最佳合成（如照片般逼真的電影）     | 尼爾森·賽普爾維達（Nelson Sepulveda）、亞倫·布朗（Aaron Brown）、保羅·阿克里（Paolo Acri）與肖恩·梅森（Shawn Mason）                    | 提名 | [ 112 ]                 |
| 奧斯卡金像獎   | 2018年3月4日  | 最佳视觉效果                       | 史蒂芬·羅森巴姆、傑夫·懷特、史考特·班薩與麥可·梅納爾德斯                                | 提名 | [ 113 ] [ 114 ]         |
| 土星獎         | 2018年6月     | 最佳奇幻電影                       | 《金剛：骷髏島》                                                                        | 提名 | [ 115 ] [ 116 ] [ 117 ] |
| 土星獎         | 2018年6月     | 最佳特效                           | 史蒂芬·羅森巴姆、傑夫·懷特、史考特·班薩與麥可·梅納爾德斯                                | 提名 | [ 115 ] [ 116 ] [ 117 ] |

## 家庭媒體
《金剛：骷髏島》的數位HD版本於2017年6月20日發布，而DVD、藍光光碟、3D藍光光碟和超高畫質藍光光碟則於同年7月18日上市。該片的家庭媒體甫推出即登上NPD VideoScan First Alert銷售排行榜。截至2019年10月，該片在家庭媒體方面的總收入已超過4,453萬美元。

## 續集與未來

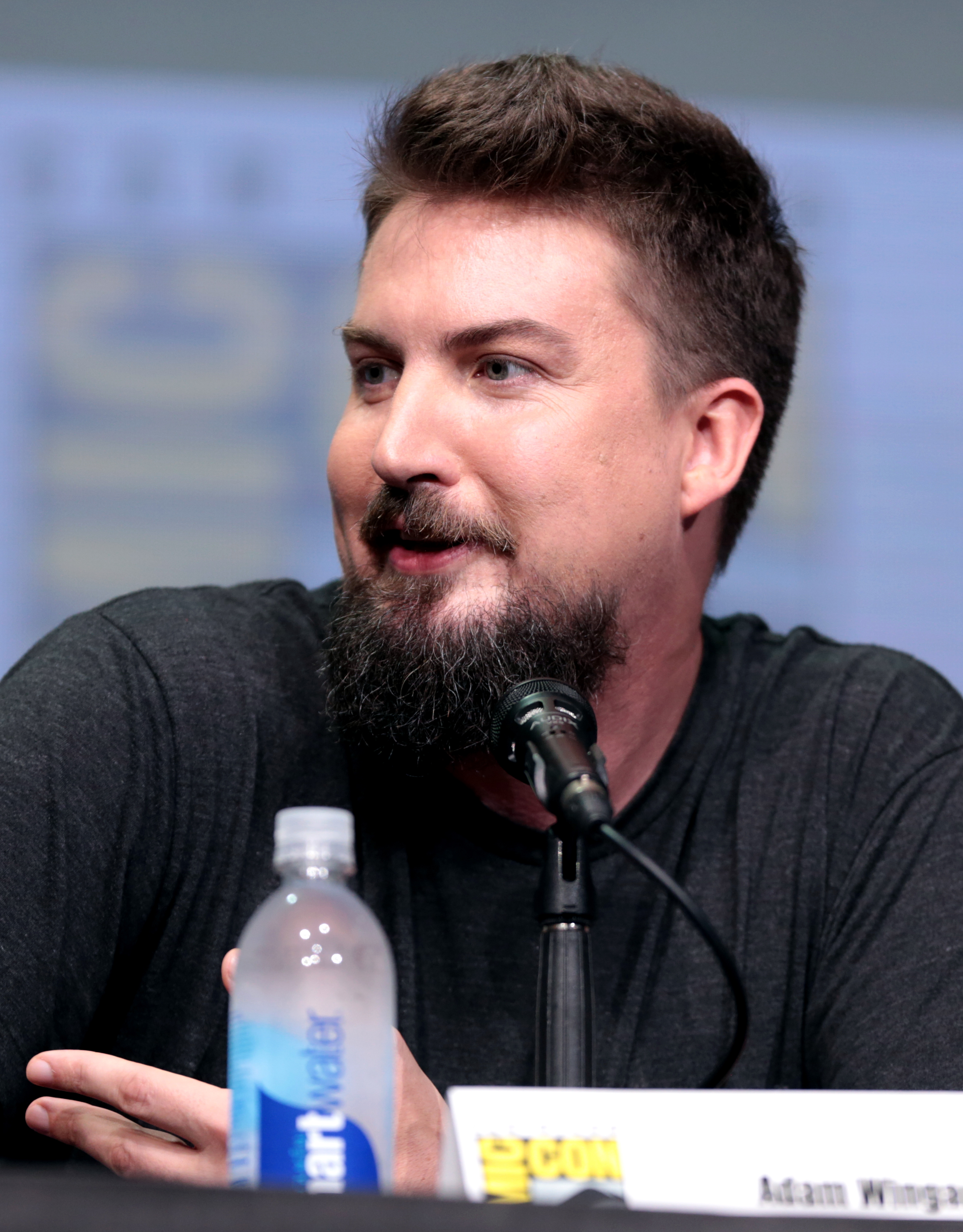
續集《哥吉拉大戰金剛》由亞當·溫高德執導。

2015年9月，傳奇影業將《金剛：骷髏島》從環球影業手中轉交給《哥吉拉》（2014年）的片商華納兄弟，外界預測傳奇影業此舉是為了能在未來拍攝一部由哥吉拉和金剛當主角的電影。10月，外界的預測成真，傳奇影業宣布他們將推出一部名為《哥吉拉大戰金剛》（Godzilla vs. Kong）的電影。傳奇影業計劃建立一個以「君主計畫」為中心的共同宇宙，並將金剛、哥吉拉和其他經典的巨型超級怪獸集結在一起。儘管傳奇影業現在與環球合作，但唯獨該宇宙是與華納兄弟共同合作。
《哥吉拉大戰金剛》將是《金剛：骷髏島》的續集，其劇情背景設定在近代，且片中的金剛「更強壯且年紀更大」。續集改由亞當·溫高德執導，朱利安·丹尼森、米莉·芭比·布朗與凱爾·錢德勒等人擔任演員。《哥吉拉大戰金剛》於2018年11月12日開拍，於2019年4月殺青，取景地點包含夏威夷、澳洲和香港等地。該片原定於2020年上映，後由於受到嚴重特殊傳染性肺炎疫情影響而多次改期，最後定於2021年3月31日在美國上映。此外，《金剛：骷髏島》的導演喬丹·沃格特-羅伯茲曾表示自己有興趣拍一部講述漢克·馬洛與碇軍平的島上生活的電影。

## 外部連結
- 官方网站
- 互联网电影数据库（IMDb）上《金剛：骷髏島》的资料（英文）
- Box Office Mojo上《金剛：骷髏島》的資料（英文）
- 爛番茄上《金剛：骷髏島》的資料（英文）
- Metacritic上《金剛：骷髏島》的資料（英文）
- AllMovie上《金剛：骷髏島》的资料（英文）
- 開眼電影網上《金剛：骷髏島》的資料（繁體中文）
- 时光网上《金剛：骷髏島》的資料（简体中文）
- 豆瓣电影上《金剛：骷髏島》的資料 （简体中文）